# Gamaliel King

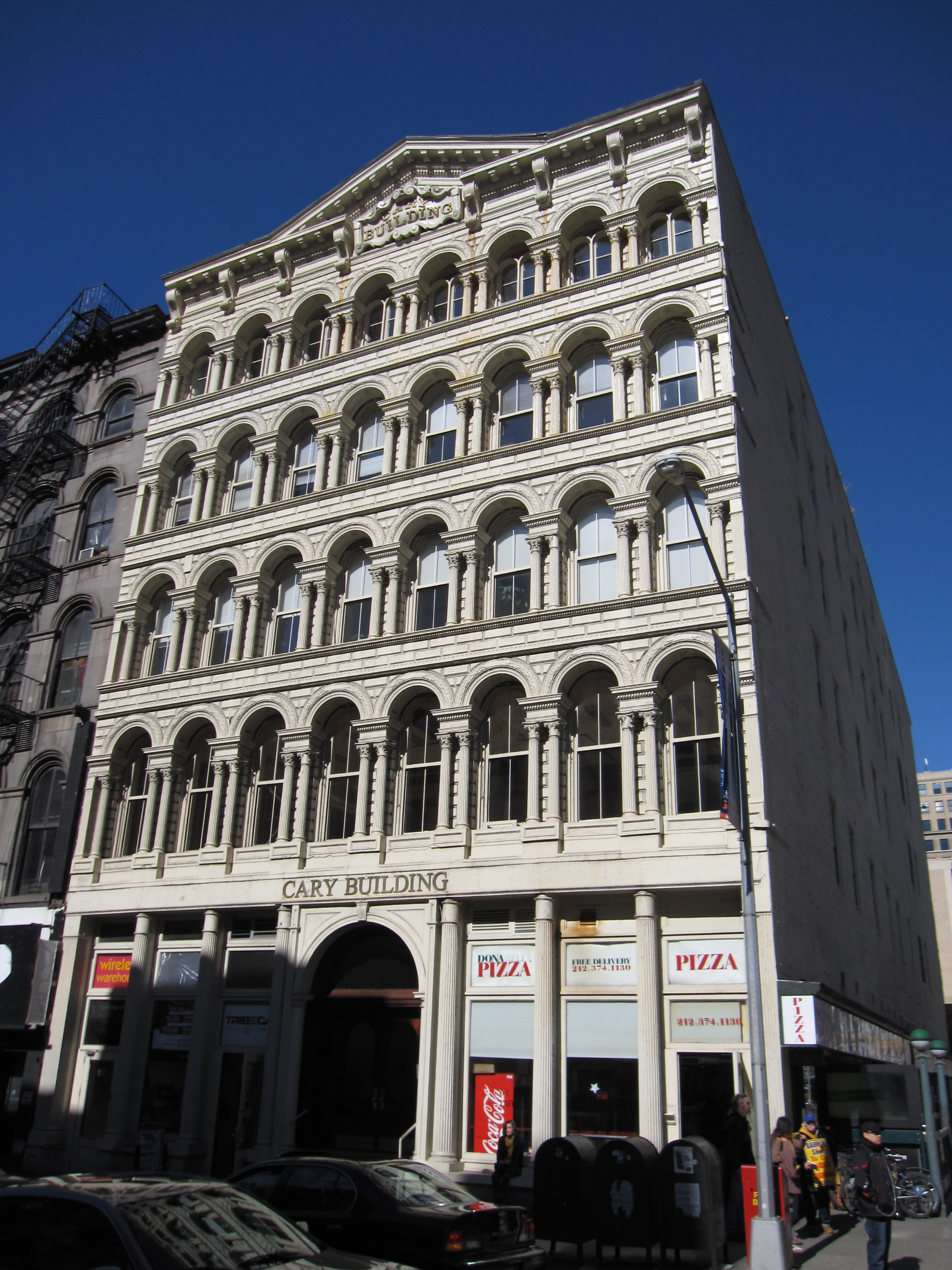
Das Cary Building

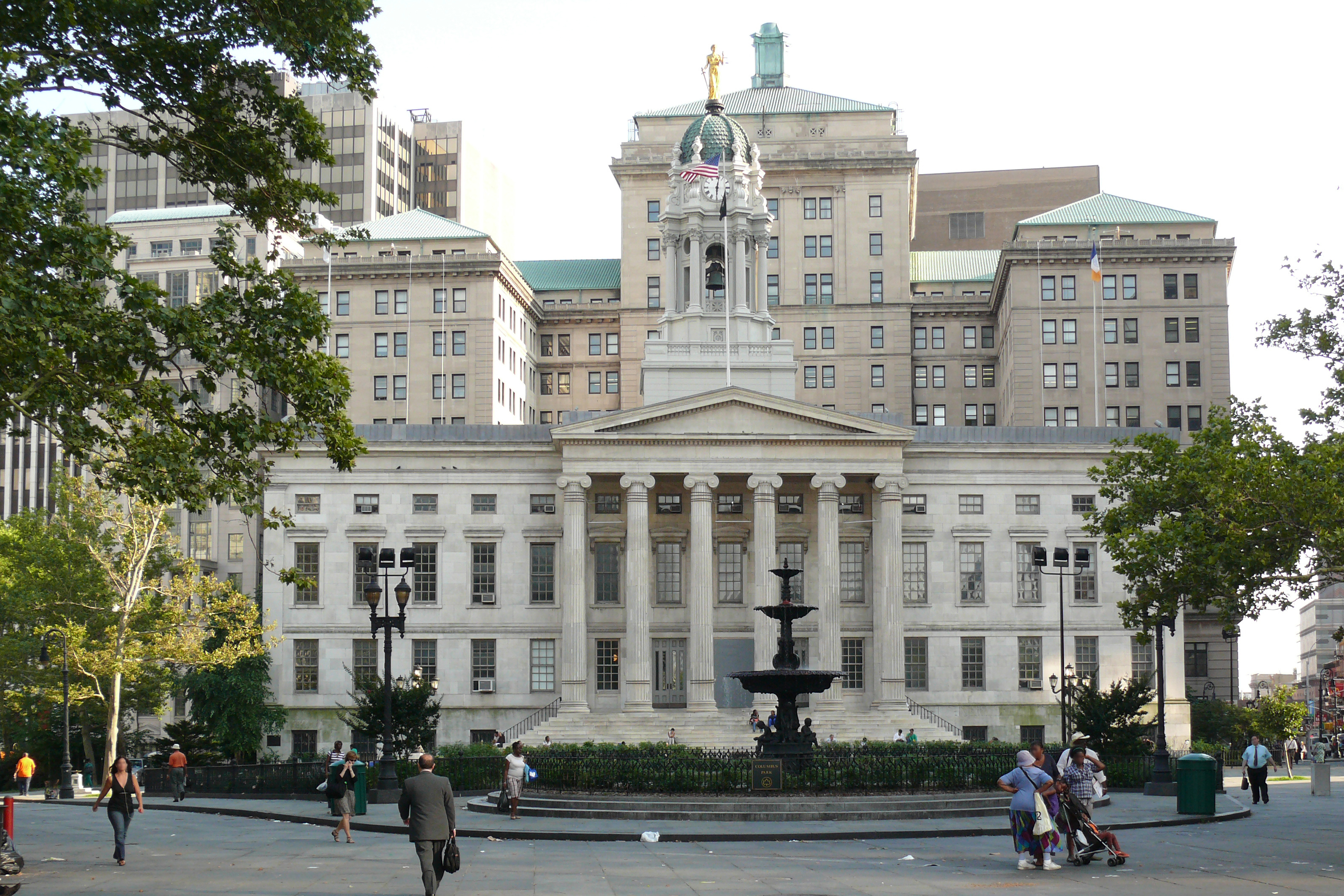
Die Brooklyn Borough Hall

Gamaliel King (* 1. Dezember 1795 auf Shelter Island, New York; † 6. Dezember 1875) war ein US-amerikanischer Architekt, der hauptsächlich in New York und Brooklyn tätig war.

## Leben
King wurde im Jahr 1795 als Sohn von Abraham King und Bethia Parshall King auf Shelter Island geboren. Über seine Kindheit ist heute so gut wie nichts mehr bekannt.
Am 19. Juni 1819 heiratete er Catherine Oliver Snow, die Tochter von John Snow und Catherine Oliver Snow aus Brooklyn; mit ihr hatte er fünf Kinder, von diesen erreichten vier das Erwachsenenalter.
Gamaliel und Catherine King sind auf dem Green-Wood Cemetery begraben.

## Karriere

### Manhattan
Bekannt ist King vor allem für seine entworfenen Gebäude in Manhattan, die meisten davon entstanden während einer Partnerschaft mit John Kellum, einem anderen Architekten aus New York. Diese bestand von 1846 bis 1859, in dieser Zeit entstand das von beiden gemeinsam entworfene Cary Building in New York.
Seinen Anfang nahm seine Architektenkarriere in den 1820er-Jahren in Brooklyn. 1823 wurde er gemeinsam mit Joseph Moser beauftragt, die York Methodist Episcopal Church in New York zu bauen, bereits ein Jahr später war diese fertiggestellt.
Nach diesem recht großen Projekt wurden die beiden Architekten noch als Gestalter eines italienischen „Friend’s Meeting“-Hauses im Gramercy Park angeworben.
Heute existiert keines der Gebäude mehr, die King zu Beginn seiner Karriere in Manhattan errichten ließ.

### Brooklyn
Als größte Arbeit der beiden Partner ist die Brooklyn Borough Hall in Brooklyn zu nennen. Ursprünglich wurde diese von Calvin Pollard entworfen, nach finanziellen Schwierigkeiten und dem daraus resultierenden Baustopp wurde die Arbeit 1845 jedoch an King und Kellum übergeben, da King bei der Auswahl für die Gestaltung des Hauses im Jahr 1835 den zweiten Platz hinter Pollard belegt hatte.
King ist zudem der Architekt zahlreicher Kirchen in Brooklyn. In einer späteren Zusammenarbeit mit William H. Willcox errichtete er außerdem die Kings County Savings Bank in Williamsburg.